# Skyteam
Vous pouvez aider à l'améliorer ou bien discuter des problèmes sur sa page de discussion.
- Il contient une ou plusieurs listes. Le texte gagnerait à être rédigé sous la forme d’un ou plusieurs paragraphes synthétiques, afin d’être plus agréable à lire. (Marqué depuis mars 2016)
- Il doit être recyclé. La réorganisation et la clarification du contenu sont nécessaires. (Marqué depuis mai 2016)

Skyteam est une alliance de compagnies aériennes qui unit, au 3 février 2025, 18 membres : Aerolíneas Argentinas, Aeroméxico, Air Europa, Air France, China Airlines, China Eastern Airlines, Delta Air Lines, Garuda Indonesia, Kenya Airways, KLM Royal Dutch Airlines, Korean Air, Middle East Airlines, SAS, Saudia, Tarom, Vietnam Airlines, Virgin Atlantic et Xiamen Air. À la suite de l'invasion de l'Ukraine par la Russie en 2022, la compagnie russe  Aeroflot ne fait plus partie de l’alliance. À la suite de la faillite de CZA Airline, la compagnie ne fait plus partie de l’alliance. Le 3 février 2025, la compagnie italienne ITA Airways ne fait plus partie de l'alliance à la suite de son intégration dans le groupe Lufthansa et donc à Star Alliance.
Skyteam est la deuxième alliance mondiale de compagnies aériennes, en nombre de compagnies membres et en nombre de passagers transportés (derrière Star Alliance et devant Oneworld). En 2012, Sky Team transporte 552 millions de passagers par an au travers d'une offre de plus de 15 000 vols quotidiens vers un millier de destinations différentes dans 187 pays. Le slogan de Skyteam est « Caring more about you ».
Le siège social de Skyteam se situe depuis 2009 au World Trade Center de l'aéroport d'Amsterdam-Schiphol à Haarlemmermeer, aux Pays-Bas. Skyteam Cargo est la division de Skyteam spécialisée dans le transport de fret.

## Historique
- 1999
  - Le 22 juin, Air France et Delta Air Lines annoncent la signature d’un accord stratégique exclusif de longue durée en prélude à la fondation d’une grande alliance globale[3],[4].
- 2000
  - Le 22 juin, les présidents d’Air France, d’Aero Mexico, de Delta Air Lines et de Korean Air annoncent à New York la création de Skyteam. Skyteam offre alors 6 402 vols quotidiens et transporte 174 millions de passagers par an.
  - Étendant ses activités au domaine du fret, Skyteam lance le 28 septembre la première véritable alliance cargo du monde[réf. nécessaire], SkyTeam Cargo, dont sont alors membres Aeromexico Cargo, Air France Cargo, Delta Air Logistics et Korean Air Cargo.
  - Le 31 octobre, Skyteam annonce que tous ses vols seront désormais non-fumeurs.
- 2001
  - En novembre, Air France, Delta et Korean Air lancent une coentreprise « Ventes Cargo États-Unis ».
- 2002
  - Le 17 janvier, le ministère américain des Transports octroie l’immunité anticoncentration à Air France, Alitalia, CSA Czech Airlines et Delta, leur permettant de coopérer étroitement sur leurs réseaux transatlantiques puis transpacifiques.
  - En août, l’alliance lance le Skyteam European Airpass pour les passagers visitant l’Europe.
  - En novembre, Skyteam obtient la 1re place du classement des entreprises mondiales catégorie « compagnies aériennes », publié par le magazine américain Global Finance.
- 2003
  - Le 23 janvier, les membres de Skyteam font part de leur intention de permettre à certaines compagnies de moindre importance ayant des accords avec l'un des membres de devenir associées de l’alliance. Ceci ne se concrétisera qu'en 2007 avec l'arrivée Air Europa (parrainée par Air France) Kenya Airways (parrainée par KLM), Copa Airlines (parrainée par Continental Airlines).
  - Afin de répondre aux attentes de ses clients exprimées au cours des deux dernières années, Skyteam présente en juin une nouvelle version de son site www.skyteam.com. Le contenu et la présentation de ce site ont été améliorés afin d’aider les passagers dans la préparation de leurs voyages.
- 2004
  - Le 12 février, la Commission européenne autorise le projet de rapprochement d’Air France et de KLM, permettant à terme la création du premier groupe européen de transport aérien.
  - En juillet, Skyteam lance le Skyteam America Pass pour les passagers visitant l’Amérique du Nord et les Caraïbes.
- 2005
  - mi-2005, Skyteam représente environ 22 % du marché, distançant Oneworld (18 %), mais restant à bonne distance du leader Star Alliance (29 %).
  - Skyteam élue « meilleure alliance de l'année » 2005 par les lecteurs du mensuel américain Global Traveler Magazine.
- 2006
  - Skyteam est élue « meilleure alliance de l'année » 2006 par les lecteurs du mensuel américain Global Traveler Magazine.
- 2008
  - Fusion annoncée entre Delta Air Lines et Northwest Airlines en avril.
  - Air France-KLM, Delta et Northwest créent une entité commune spécialisée dans les vols transatlantiques, et obtiennent le feu vert de l'autorité anti-trust américaine dans le cadre de l'accord euro-américain « Ciel Ouvert » sur la libéralisation du transport aérien.
- 2009
  - Air France-KLM prend 25 % du capital de la nouvelle Alitalia, intégrant Air One, le 12 janvier
- 2010
  - Le 22 juin, l'alliance supprime le statut de membre associé. Kenya Airways  et Air Europa deviennent donc membres de l'alliance, qui annonce par ailleurs, son intention de recruter de nouveaux membres rapidement.
- 2012
  - À partir d'avril 2012, les membres de Skyteam introduisent progressivement une uniformisation de l'accueil des clients les plus fidèles au travers du plan Sky Priority comprenant un enregistrement, un contrôle à l'immigration et à la douane (pour certains aéroports), un embarquement et un retrait des bagages prioritaires. Cette priorité s'applique aux clients Skyteam Elite Plus ou voyageant en première classe ou classe affaire.

## Élargissement de l'alliance

### Extension réussie
- 2001

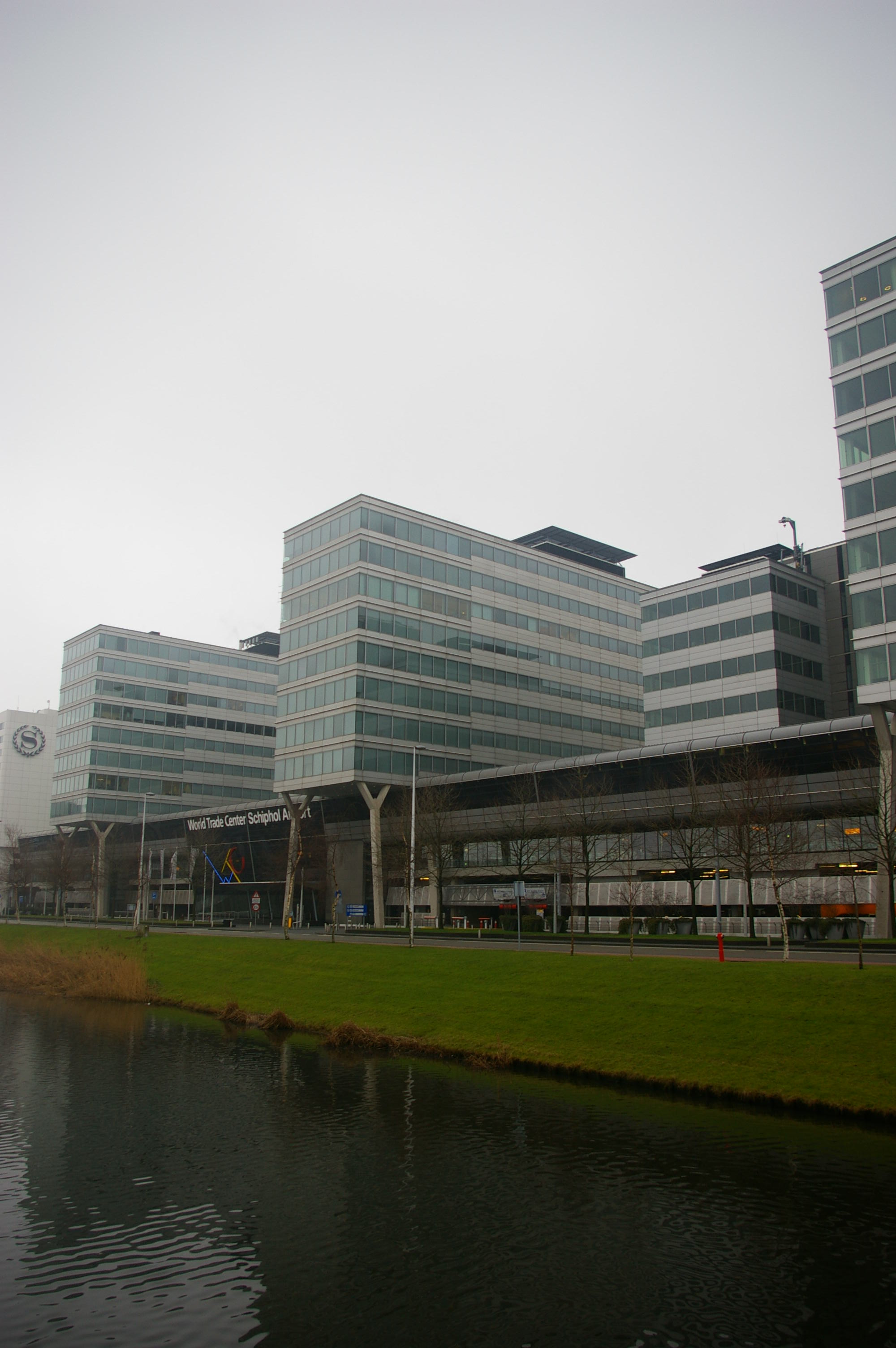
Le Schiphol World Trade Center, siège de Skyteam.

  - Le 21 mars, Skyteam accueille la compagnie aérienne tchèque CSA Czech Airlines comme nouveau membre.
  - Skyteam annonce le 27 juillet la signature d’un accord d’adhésion d’Alitalia à l’alliance.
- 2003
  - Le 30 septembre, le governing board de Skyteam se félicite de l’intention exprimée le jour même par la compagnie KLM de rejoindre l’alliance.
  - Le 2 octobre, Alitalia annonce qu’elle rejoint la coentreprise Ventes Cargo États-Unis.
- 2004
  - Le 29 janvier, Skyteam accueille favorablement le souhait exprimé par Aeroflot de rejoindre l’alliance.
  - Le 24 mai, Skyteam et Aeroflot signent un protocole d’accord, première étape vers l’entrée de la compagnie russe dans Skyteam.
  - Le 28 août, Skyteam et China Southern signent un accord, première étape vers l’entrée de la compagnie chinoise dans l’alliance.
  - Continental Airlines, KLM Royal Dutch Airlines et Northwest Airlines rejoignent officiellement Skyteam le 13 septembre. L’alliance offre plus de 14 000 vols par jour et transporte 341 millions de passagers par an.
- 2005
  - Le 9 juin, Skyteam annonce l’accueil en 2006 de quatre "membres associés", nouveau statut imité sur Star Alliance qui permet l’intégration de compagnies aériennes de moindre importance ayant des accords avec l’un des membres de l’alliance. Les quatre premiers membres associés choisis sont : Air Europa (Espagne), Kenya Airways, Copa Airlines (Panama), Tarom (Roumanie). Chacune de ces compagnies est parrainée par un partenaire majeur de Skyteam (respectivement Air France, KLM, Continental Airlines et Alitalia).
- 2006
  - Le 17 janvier est annoncée l’entrée de Middle East Airlines au sein de l’alliance. Process d'intégration par la suite interrompu et relancé en novembre 2010.
  - Le 14 avril, Aeroflot rejoint officiellement l'alliance.
- 2007
  - le 2 février à Madrid, à Nairobi et à Panama, signature d'accords d'adhésion avec Air Europa, Copa Airlines et Kenya Airways.
  - le 1er septembre, Air Europa, Copa Airlines et Kenya Airways deviennent membres associés de Skyteam.
  - le 15 novembre, China Southern intègre l'alliance.
- 2008
  - En mai, signature d'un accord avec Tarom pour l'entrée future de cette compagnie comme associée.
- 2009
  - Le 15 avril 2009, Skyteam annonce la prochaine arrivée de Vietnam Airlines au sein de l'alliance en juin 2010.
  - Le 5 novembre 2009, Korean Air annonce que Vietnam Airlines et Tarom intégreront l'alliance en juin 2010, respectivement en tant que membre à part entière et en tant que membre associé.
- 2010
  - le 10 juin Vietnam Airlines entre officiellement dans Skyteam[5].
  - Le 22 juin China Eastern signe un accord qui marque le début du processus d'adhésion de la compagnie à l'alliance. Cet accord permettra à Skyteam de dominer le marché chinois devant Star Alliance.
- 2010
  - Le 25 juin Tarom intègre l'alliance.
  - Le 29 juillet, Shanghai Airlines devenue filiale de China Eastern annonce qu'elle quittera Star Alliance le 31 octobre pour rejoindre SkyTeam lors de l'adhésion effective de sa maison mère[6].
  - Le 14 septembre China Airlines signe un accord qui marque le début du processus d'adhésion de la compagnie à l'alliance pour mi-2011[7].
  - Le 1er novembre, Skyteam annonce que Shanghai Airlines rejoindra l'alliance en même temps que sa compagnie mère China Eastern[8].
  - Le 2 novembre, Middle East Airlines, soutenue par Air France-KLM, annonce son intégration dans l'alliance en 2012[9].
  - Le 3 novembre, à l'issue du conseil d'administration de l'alliance, le directeur général d'Air France, Pierre-Henri Gourgeon, a confirmé l'arrivée prochaine de Middle East Airlines ainsi que l'annonce "dans quelques semaines" de l'adhésion d'une compagnie indienne[10].
  - Le 18 novembre, dans une interview à La Tribune[11], le directeur général d'Air France, Pierre-Henri Gourgeon, a confirmé le souhait de l'alliance d'accueillir Middle East Airlines ainsi qu'une autre compagnie basée au Moyen-Orient (probablement Saudi Arabian Airlines)[12]). Il a par ailleurs réaffirmé la volonté de l'alliance d'accueillir rapidement une compagnie indienne.
  - Le 23 novembre, l'alliance annonce la signature d'un accord officialisant la future intégration de Garuda Indonesia, la compagnie nationale d'Indonésie[13]. Cette nouvelle signature confirme la volonté de SkyTeam d'être un acteur important sur les marchés asiatiques, en renforçant sa présence en Asie du Sud-Est.
  - Le 29 novembre, SkyTeam annonce à Buenos Aires l'intégration dans l'alliance de la compagnie nationale argentine Aerolíneas Argentinas[14]. Cette intégration aura lieu en 2012.
- 2011
  - Le 10 janvier, Saudi Arabian Airlines signe un accord pour entrer dans l'alliance en 2012.
  - Le 28 février, Air France-KLM annonce que Middle East Airlines a signé un accord pour entrer dans l'alliance en 2012[15].
  - Le 21 juin, China Eastern Airlines entre officiellement dans l'alliance, portant à 14 le nombre de membres de plein droit. Sa filiale Shanghai Airlines intègre Skyteam en tant que compagnie subsidiaire par la même occasion.
  - Le 28 septembre, China Airlines intègre officiellement l'alliance.
  - Le 17 novembre, Xiamen Airlines a signé un accord pour entrer dans l'alliance fin 2012.
- 2012
  - En février 2012, le groupe Célestair propriétaire de Air Burkina, Air Mali et Air Ouganda serait en négociation pour intégrer l'alliance.
  - Le 29 mai 2012, Saudi Arabian Airlines change de nom pour devenir Saudia et intègre officiellement l'alliance.
  - Le 28 juin, Middle East Airlines devient le 17e membre de l'alliance.
  - Le 29 août, Aerolíneas Argentinas est officiellement membre de l'alliance.
  - Le 21 novembre, Xiamen Airlines est officiellement membre de l'alliance.
- 2014
  - Le 5 mars 2014, Garuda Indonesia devient le vingtième membre de l'alliance.
- 2021
  - Le 14 octobre 2021, Alitalia cesse ses opérations. Ceci marque son retrait de la Skyteam[16],[17]. Sa remplaçante ITA Airways rejoint l'alliance le 29 octobre 2021[18].
- 2023
  - En décembre 2023: rachat de Scandinavian Airlines System par le groupe franco-néerlandais Air France-KLM qui marque l'entrée de la compagnie dans l’alliance le 1er septembre 2024.

### Extension sans suite
L'arrivée de Portugalia est annoncée le 2 juin 2006, pour une intégration en 2008, mais ne sera pas concrétisée du fait de son rachat par la TAP, membre de Star Alliance.

### Retraits
Continental Airlines annonce le 17 juillet 2008 un rapprochement avec United Airlines, prélude à une fusion, ainsi que sa sortie de l'alliance SkyTeam pour rejoindre Star Alliance, à laquelle son nouveau partenaire appartient. Sa filiale panaméenne, Copa Airlines suit sa maison-mère. Le retrait est effectif le 24 octobre 2009.
Le 15 novembre 2018, la compagnie China Southern Airlines annonce son retrait de l'alliance à compter du 1er janvier 2019 pour mieux se concentrer sur son développement. Xiamen Airlines, filiale du groupe, restera elle dans l'alliance.
Le 27 avril 2022, la compagnie russe Aeroflot est suspendue de l'alliance à la suite de l'invasion de l'Ukraine par la Russie.
Le 3 février 2025, la compagnie italienne ITA Airways intègre Star Alliance à la suite de son intégration au groupe Lufthansa.

## Membres

### Membres actuels
Les 18 membres actuels depuis le 3 février 2025.
| Membre                   | Groupe         | A joint l'alliance | Membres affiliés                                               | Flotte |
| ------------------------ | -------------- | ------------------ | -------------------------------------------------------------- | ------ |
| Aerolíneas Argentinas    |                | 2012               | Austral Líneas Aéreas                                          | 80     |
| Aeroméxico A             | Delta          | 2000               | Aeroméxico Connect                                             | 162    |
| Air Europa               |                | 2007               | Air Europa Express                                             | 80     |
| Air France A             | Air France-KLM | 2000               | Air France Hop                                                 | 268    |
| China Airlines           |                | 2011               | Mandarin Airlines                                              | 101    |
| China Eastern Airlines   |                | 2011               | Shanghai Airlines                                              | 667    |
| Delta Air Lines A        | Delta          | 2000               | Delta Connection Delta Shuttle Delta Private Jets Endeavor Air | 1371   |
| Garuda Indonesia         |                | 2014               | NC                                                             | 142    |
| Kenya Airways            |                | 2007               | NC                                                             | 39     |
| KLM Royal Dutch Airlines | Air France-KLM | 2004               | KLM Cityhopper KLM Asia                                        | 170    |
| Korean Air A             |                | 2000               | NC                                                             | 153    |
| Middle East Airlines     |                | 2012               | NC                                                             | 24     |
| Saudia                   |                | 2012               | NC                                                             | 151    |
| Scandinavian Airlines    | Air France-KLM | 2024               | NC                                                             | 131    |
| Tarom                    |                | 2010               | NC                                                             | 29     |
| Vietnam Airlines         |                | 2010               | NC                                                             | 103    |
| Virgin Atlantic          | Delta          | 2023               | NC                                                             | 36     |
| Xiamen Airlines          |                | 2012               | NC                                                             | 167    |

A Les membres fondateurs
CSA Czech Airlines à quitté l'alliance après sa cessation d'activité prévue le 27 octobre 2024.

### Perspectives
- LATAM, compagnie détenue à 20% par Delta Airlines
- Asiana Airlines, l'entreprise s'est faite racheter par  Korean Air
- WestJet, compagnie dont 25% des parts sont détenus par  Delta Airlines (12,7%),  Korean Air (10%) et  Air France KLM   (2,3%)
- Indigo, a signé un partenariat important avec de nombreux membres de l'alliance. (Air France , KLM , Virgin Atlantic  et Delta Airlines )

### Anciens membres
- Continental Airlines (2004-2009), fusionne avec United Airlines ;
- Copa Airlines (2007-2009), suit Continental Airlines dans Star Alliance ;
- Northwest Airlines (2004-2010), fusionne avec Delta Airlines ;
- China Southern Airlines (2007-2019) ;
- Alitalia (2003-2021), a cessé ses activités[16] ;
- Aeroflot est suspendue à la suite de l'invasion de l'Ukraine par la Russie en 2022.
- CSA Czech Airlines (2001-2024) a cessé ses activités.
- ITA Airways a intégré le groupe Lufthansa et donc Star Alliance le 3 février 2025.
- TAP AIR Portugal express est censé rejoindre Skyteam mais à la suite de la fusion avec TAP AIR Portugal elle rejoint en 2007 la Star Alliance.

## Chiffres
| (Hiver 2016)          | Destinations | Pays desservis | Départs quotidiens | Passagers annuels | Programme de fidélité | Membres du programme de fidélité | Nombre de salons | Hubs (Code AITA)                                                                   | Flotte*        | PDG                     | Siège social               | Chiffre d’affaires | Date de création/ d’adhésion | Employés | Compagnies affiliées                          |
| --------------------- | ------------ | -------------- | ------------------ | ----------------- | --------------------- | -------------------------------- | ---------------- | ---------------------------------------------------------------------------------- | -------------- | ----------------------- | -------------------------- | ------------------ | ---------------------------- | -------- | --------------------------------------------- |
| Skyteam               | 1057         | 179            | 12 815             | 462 M             | —                     | 152 M                            | 447              | —                                                                                  | 2 496 (+1 255) | —                       | —                          | —                  | 2000                         | 356 998  | —                                             |
| Aeroflot              | 96           | 49             | 102                | 8,2 M             | Aeroflot Bonus        | 1 M                              | 80               | Moscou-SVO                                                                         | 80 (+41)       | Valery Okulov           | Moscou, Russie             | 3 milliards USD    | 1923 2006                    | 15 303   | Aeroflot-Don, Aeroflot-Nord                   |
| Aerolineas Argentinas | 53           | 17             | 234                | 6,1 M             | Aerolíneas Plus       | /                                | /                | buenos Aires-AEP EZE                                                               | 37 (+20)       | Mariano Recalde         | Buenos Aires, Argentine    | NC                 | 1950 2012                    | 11 000   | Austral Líneas Aéreas                         |
| Aeroméxico            | 96           | 12             | 384                | 8,3 M             | Club Premier          | 2,2 M                            | 11               | Mexico City-MEX Monterrey-MTY Guadalajara-GDL Hermosillo-HMO                       | 61 (+38)       | Andrés Conesa Labastida | Mexico, Mexique            | 1,9 milliard USD   | 1934 2000                    | 6 323    | Aeroméxico Connect, Aeroméxico Travel         |
| Air France            | 258          | 110            | 1 862              | 52 M              | Flying Blue           | 13 M                             | 138              | Paris-CDG Paris-ORY Lyon-LYS Marseille-MRS Toulouse-TLS Nice-NCE                   | 263 (+141)     | Anne Rigail             | Roissy CDG, France         | 24,1 milliards EUR | 1933 2000                    | 104 659  | HOP ! JOON Transavia France                   |
| KLM                   | 258          | 110            | 676                | 22,8 M            | Flying Blue           | 13 M                             | 137              | Amsterdam-AMS                                                                      | 107 (+83)      | Pieter Elbers           | Amstelveen, Pays-Bas       | 24,1 milliards EUR | 1919 2004                    | 104 659  | KLM Cityhopper Transavia                      |
| Alitalia              | 72           | 37             | 665                | 24,5 M            | Club MilleMiglia      | 3,1 M                            | 89               | Rome-FCO                                                                           | 90 (+65)       | Roberto Colaninno       | Rome, Italie               | 4,3 milliards EUR  | 1946 2001                    | 11 032   | Alitalia Express, Air One, Alitalia CityLiner |
| China Southern        | 159          | 26             | 1 490              | 56,9 M            | Sky Pearl             | 3,9 M                            | 40               | Guangzhou-CAN Pékin-PEK                                                            | 259 (+71)      | Xian Min Si             | Guangzhou, Chine           | 46,6 milliards CNY | 1992 2007                    | 55 316   | Chongqing Airlines, Xiamen Airlines           |
| CSA Czech Airlines    | 2            | 2              | 250                | 5,6 M             | OK Plus               | 0,3 M                            | 49               | Prague-PRG                                                                         | 2              | Radomír Lašák           | Prague, République tchèque | 1,18 milliard USD  | 1923 2001                    | 4 774    | —                                             |
| Delta                 | 355          | 64             | 4 056              | 109,2 M           | SkyMiles              | 42 M                             | 36               | Atlanta-ATL Cincinnati-CVG Detroit-DTW Memphis-MEM Minn./St. Paul-MSP New York-JFK | 578 (+349)     | Richard H. Anderson     | Atlanta, États-Unis        | 34,3 milliards USD | 1924 2000                    | +70 000  | Delta Connection, Delta Shuttle               |
| NWA                   | 355          | 64             | 2 655              | 66,4 M            | SkyMiles              | 35 M                             | 23               | Atlanta-ATL Cincinnati-CVG Detroit-DTW Memphis-MEM Minn./St. Paul-MSP New York-JFK | 356 (+219)     | Richard H. Anderson     | Atlanta, États-Unis        | 34,3 milliards USD | 1926 2004                    | +70 000  | Northwest Airlink                             |
| Korean Air            | 15           | 38             | 415                | 22,8 M            | SKYPASS               | 15,1 M                           | 75               | Séoul-ICN Séoul-GMP Pusan-PUS Jeju-CJU                                             | 126            | Yang-Ho Cho             | Séoul, République de Corée | 8,8 milliards KRW  | 1969 2000                    | 16 600   | —                                             |
| Air Europa            | 44           | 15             | 180                | 9,9 M             | Suma                  | —                                | 27               | Madrid-MAD                                                                         | 37             | Maria Jose Hidalgo      | Llucmajor, Espagne         | 1,14 milliard EUR  | 1984 2007                    | 3 155    | —                                             |
| Kenya Airways         | 42           | 34             | 80                 | 2,7 M             | Asante Rewards        | —                                | 17               | Nairobi-NBO                                                                        | 23             | Titus Naikuni           | Nairobi, Kenya             | 916 m USD          | 1977 2007                    | 4 154    | —                                             |

## Livrée spéciale Skyteam
Les compagnies membres peignent certains de leurs appareils de la livrée de l'alliance pour marquer leur appartenance :
| Pays                                            | Compagnie               | Appareils | Immatriculations                                               | Date |  |
| ----------------------------------------------- | ----------------------- | --- | -------------------------------------------------------------- | --- |  |
| Drapeau de la Russie                            | Aeroflot                | Airbus A330-300 Soukhoï SuperJet 100 Boeing 777-300ER Airbus A320 Boeing 737-800                                       | VQ-BCQ RA-89005 VQ-BQG VP-BDK VP-BMB                           | Octobre 2009 Février 2012 Mai 2014 Janvier 2015 Février 2017                                               |  |
| Drapeau de l'Argentine                          | Aerolineas Argentinas   | Boeing 737-700 Airbus A340-300                                                                                         | LV-BZA LV-FPV                                                  | Août 2012 Octobre 2013                                                                                     |  |
| Drapeau du Mexique                              | Aeroméxico              | Boeing 767-200ER Embraer EMB-145LR Embraer 170                                                                         | XA-JBC XA-CLI XA-ACV                                           | Mai 2009 Novembre 2010 Octobre 2012                                                                        |  |
| Drapeau de l'Espagne                            | Air Europa              | Boeing 737-800 Airbus A330-200 Boeing 737-800                                                                          | EC-JHK EC-LNH EC-LQP EC-LPQ                                    | Mai 2011 Juin 2011 Avril 2017 Décembre 2017                                                                |  |
| Drapeau de la France                            | Air France              | Boeing 777-300ER Airbus A321 Boeing 777-300ER Airbus A320                                                              | F-GZNE F-GZNN F-GTAE F-GZNT F-GKXS F-HEPI                      | Juin 2009 Mai 2012 Avril 2013 Mars 2016 Juin 2016 → Février 2022 Juillet 2017                              |  |
| Drapeau de l'Italie                             | Alitalia                | Boeing 767-300ER Boeing 777-200ER Embraer 190 Airbus A330-200                                                          | EI-DBP EI-DDH EI-RND EI-DIR                                    | Mai 2009 Mars 2012 Décembre 2013                                                                           |  |
| Drapeau de Taïwan                               | China Airlines          | Boeing 747-400 Airbus A330-300                                                                                         | B-18206 B-18311                                                | Septembre 2011 → Septembre 2015 Juin 2012                                                                  |  |
| Drapeau de la République populaire de Chine     | China Eastern Airlines  | Airbus A340-600 Airbus A330-200 Airbus A321 Boeing 737-800                                                             | B-6053 B-6538 B-5949 B-1837 B-1981                             | Juin 2011 Novembre 2011 Juin 2014 Juillet 2014 Août 2014                                                   |  |
| Drapeau de la République populaire de Chine     | China Southern Airlines | Boeing 777-200ER Airbus A330-200 Boeing 737-800 Airbus A330-300 Boeing 737-800 Airbus A330-300 Airbus A320 Airbus A321 | B-2056 B-6528 B-5640 B-5928 B-5469 B-5970 B-1697 B-1696 B-6578 | Juin 2009 Février 2011 Avril 2012 Juillet 2013 Mai 2015 Juillet 2015 Août 2015 Septembre 2015 Octobre 2015 |  |
| Drapeau de la Tchéquie                          | Czech Airlines          | ATR 42-500 Boeing 737-500 ATR 72-500 Airbus A319                                                                       | OK-JFL OK-XGE OK-GFR OK-PET                                    | Mai 2009 Août 2012 Octobre 2012 Mai 2017                                                                   |  |
| Drapeau des États-Unis                          | Delta Air Lines         | Boeing 757-200 Boeing 767-400ER Boeing 767-300ER Boeing 757-200 Boeing 737-800 Boeing 757-200                          | N717TW N844MH N175DZ N659DL N3765 N722TW N705TW                | Septembre 2009 Avril 2009 Décembre 2010 Février 2011 Avril 2011 Mai 2011                                   |  |
| Drapeau de l'Indonésie                          | Garuda Indonesia        | Boeing 737-800 Airbus A330-300 CRJ-1000 Boeing 777-300ER                                                               | PK-GMH PK-GPF PK-GRA PK-GII                                    | Mars 2014 Juin 2014 Septembre 2015                                                                         |  |
| Drapeau du Kenya                                | Kenya Airways           | Boeing 737-700 Embraer 190 Boeing 737-800                                                                              | 5Y-KQH 5Y-FFB 5Y-CYE                                           | Février 2012 Février 2014 Février 2016                                                                     |  |
| Drapeau des Pays-Bas                            | KLM                     | Boeing 737-900 Boeing 777-300ER Embraer 190                                                                            | PH-BXO PH-BVD PH-EZX                                           | Juin 2010 Août 2009 Mai 2012                                                                               |  |
| Drapeau de la Corée du Sud                      | Korean Air              | Boeing 777-200ER Boeing 737-800 Boeing 777-300ER Airbus A330-200                                                       | HL7733 HL7560 HL7783 HL8212                                    | Octobre 2009 Octobre 2011 Mai 2015 Octobre 2015                                                            |  |
| Drapeau du Liban                                | Middle East Airlines    | Airbus A320 | F-OMRD                                                         | Octobre 2013                                                                                               |  |
| Drapeau de l'Arabie saoudite                    | Saudia                  | Airbus A320 Boeing 777-200ER Airbus A330-300                                                                           | HZ-ASF HZ-AKA HZ-AQL                                           | Avril 2012 Mai 2012 Avril 2014                                                                             |  |
| Drapeau de la Roumanie                          | Tarom                   | Boeing 737-700 ATR 42-500                                                                                              | YR-BGF YR-ATC                                                  | Mars 2011 Avril 2012                                                                                       |  |
| Drapeau de la République socialiste du Viêt Nam | Vietnam Airlines        | Airbus A330-200 Airbus A321 Airbus A350-900                                                                            | VN-A371 VN-A327 VN-A897                                        | Juin 2010 Novembre 2013 Avril 2018                                                                         |  |
| Drapeau de la République populaire de Chine     | Xiamen Airlines         | Boeing 737-800 | B-5159 B-5302                                                  | Décembre 2012 Janvier 2014                                                                                 |  |

## Galerie

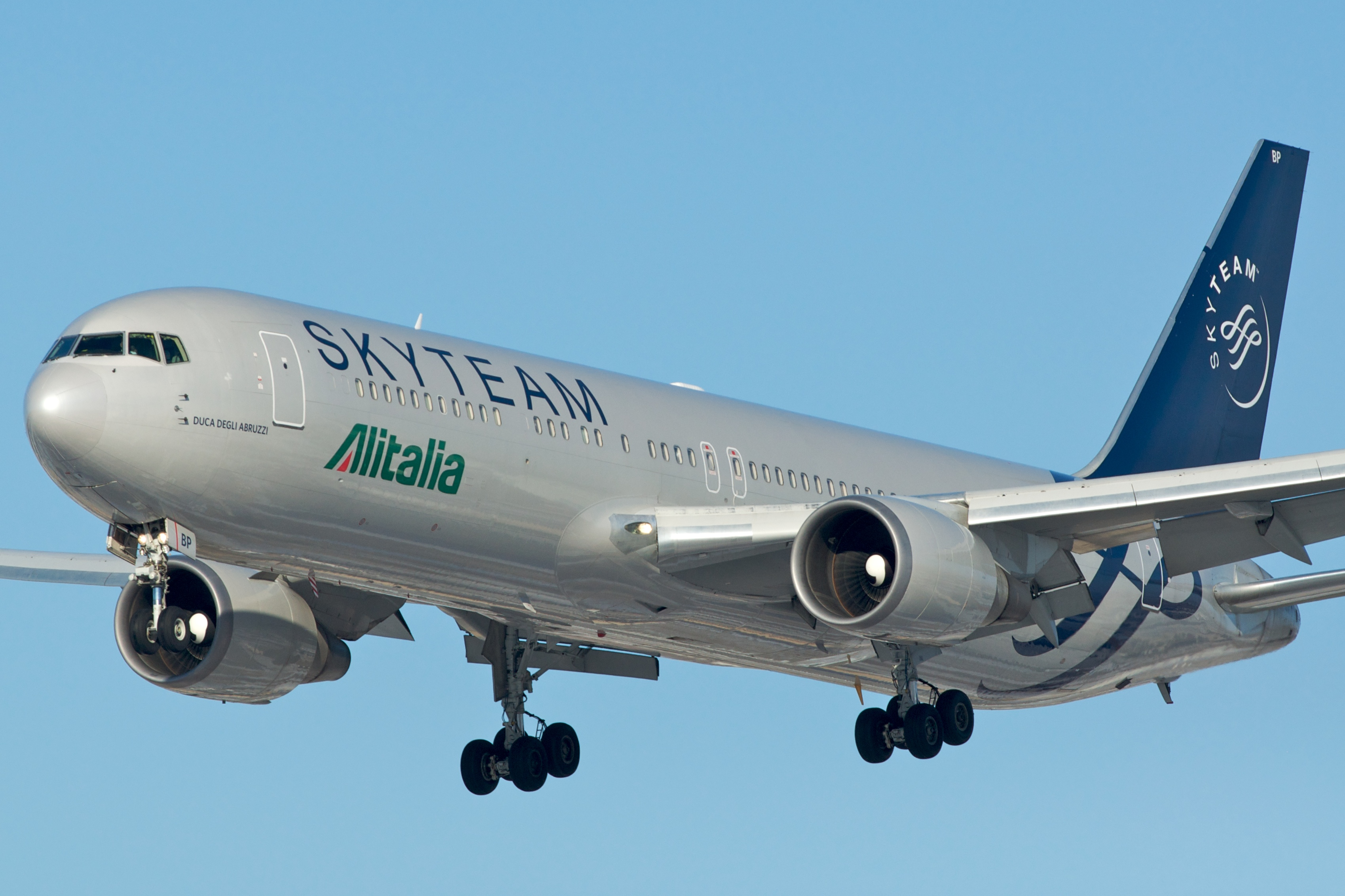
Boeing 767-300ER Alitalia
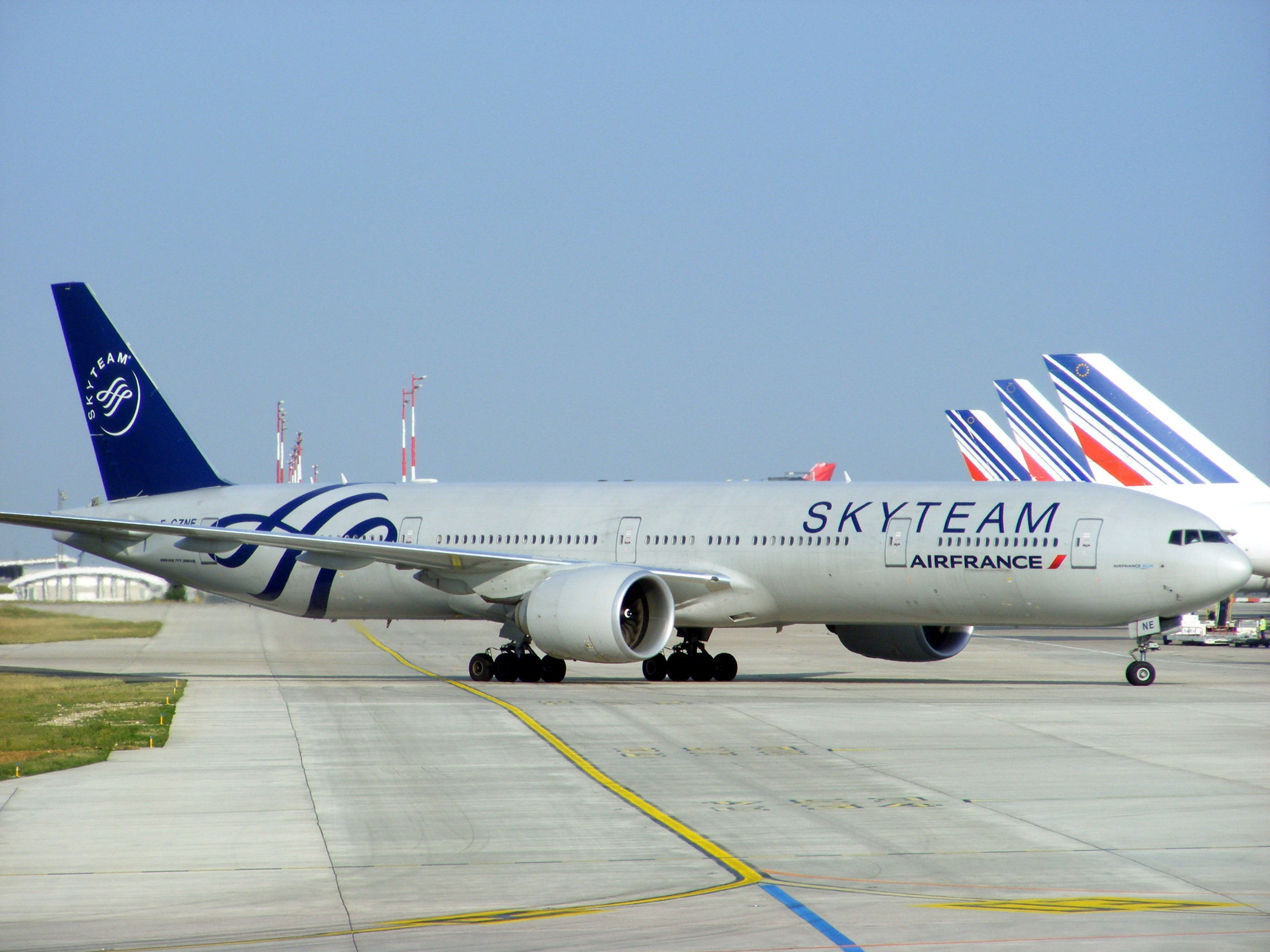
Boeing 777-328ER Air France
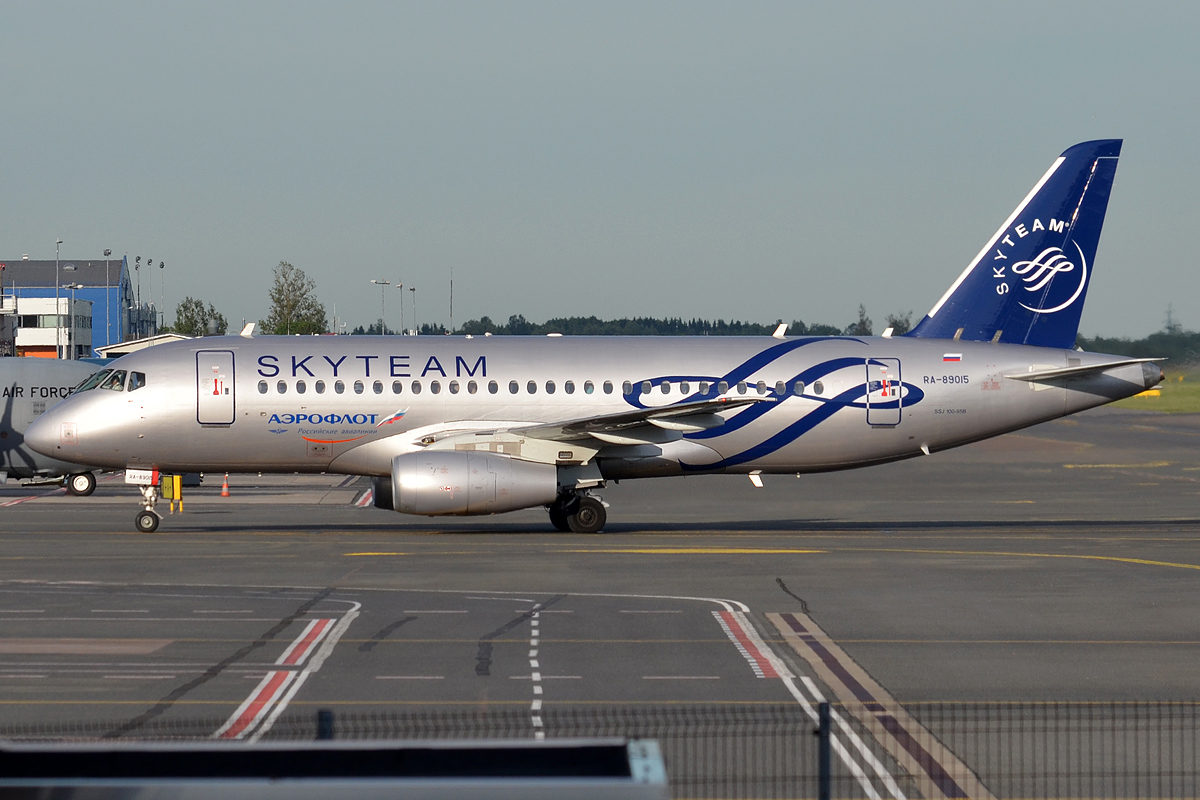
Sukhoi Superjet 100-95B Aeroflot
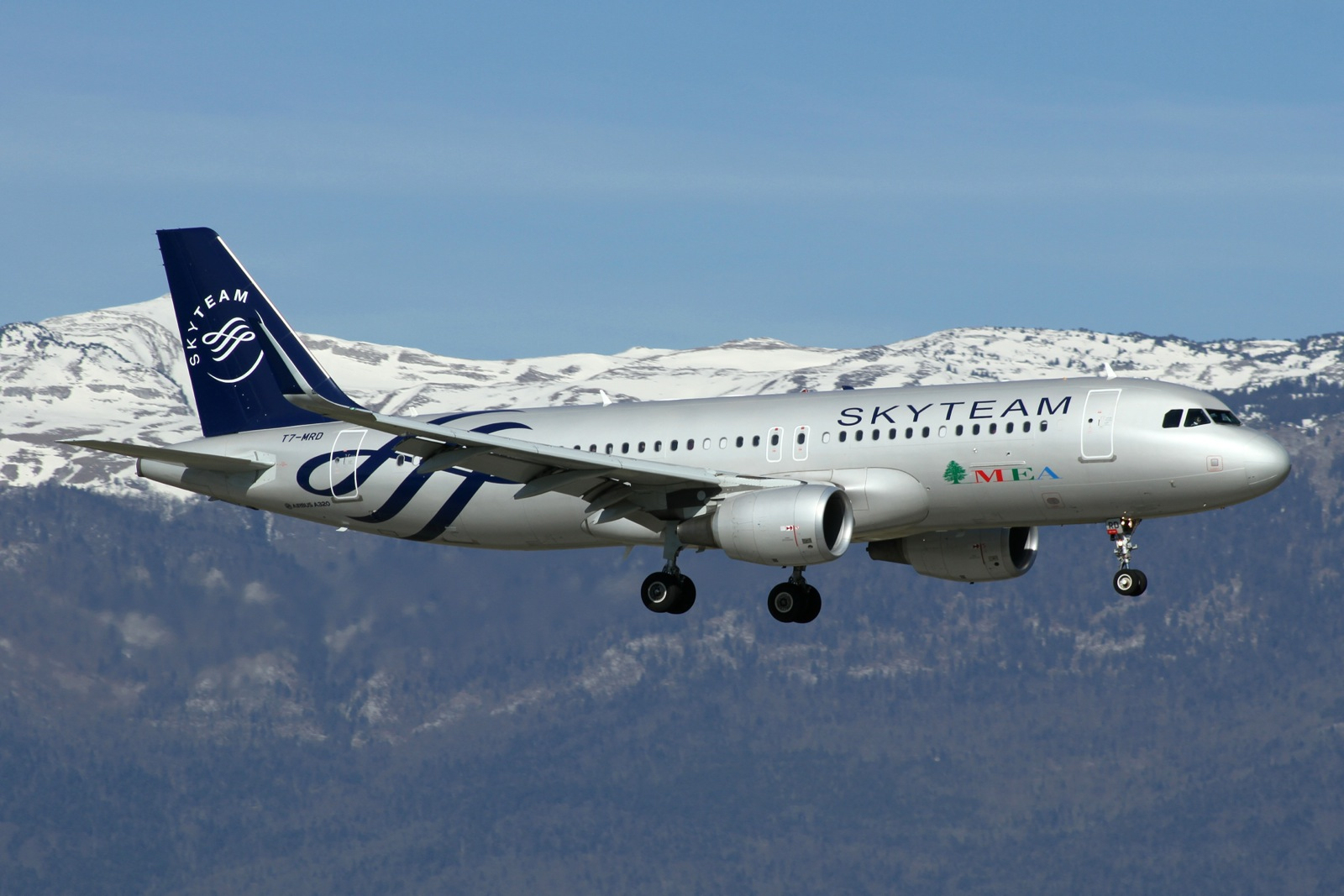
Airbus A320 de Middle East Airlines